# Rhamphomyia kashiiensis
Rhamphomyia kashiiensis är en tvåvingeart som beskrevs av Saigusa 1964. Rhamphomyia kashiiensis ingår i släktet Rhamphomyia och familjen dansflugor. Inga underarter finns listade i Catalogue of Life.